# سابانيتا
سابانيتا هي بلدية في جمهورية الدومينيكان، تقع في مقاطعة سانتياغو رودريغيز، وهي عاصمتها، بلغ عدد سكانها 98,453 نسمة وذلك حسب إحصائيات سنة 2012، تبلغ مساحتها 804,470,000 متر مربع (804.47 كـم2).

## المناخ
يظهر الجدول التالي التغييرات المناخية على مدار السنة لسابانيتا:
| البيانات المناخية لـسابانيتا                   | البيانات المناخية لـسابانيتا | البيانات المناخية لـسابانيتا | البيانات المناخية لـسابانيتا | البيانات المناخية لـسابانيتا | البيانات المناخية لـسابانيتا | البيانات المناخية لـسابانيتا | البيانات المناخية لـسابانيتا | البيانات المناخية لـسابانيتا | البيانات المناخية لـسابانيتا | البيانات المناخية لـسابانيتا | البيانات المناخية لـسابانيتا | البيانات المناخية لـسابانيتا | البيانات المناخية لـسابانيتا |
| الشهر                                          | يناير                        | فبراير                       | مارس                         | أبريل                        | مايو                         | يونيو                        | يوليو                        | أغسطس                        | سبتمبر                       | أكتوبر                       | نوفمبر                       | ديسمبر                       | المعدل السنوي                |
| ---------------------------------------------- | ---------------------------- | ---------------------------- | ---------------------------- | ---------------------------- | ---------------------------- | ---------------------------- | ---------------------------- | ---------------------------- | ---------------------------- | ---------------------------- | ---------------------------- | ---------------------------- | ---------------------------- |
| الدرجة القصوى °م (°ف)                          | 36.2 (97.2)                  | 37.7 (99.9)                  | 37.9 (100.2)                 | 38.8 (101.8)                 | 39.2 (102.6)                 | 38.5 (101.3)                 | 40.0 (104.0)                 | 40.4 (104.7)                 | 39.5 (103.1)                 | 39.2 (102.6)                 | 37.2 (99.0)                  | 36.2 (97.2)                  | 40.4 (104.7)                 |
| متوسط درجة الحرارة الكبرى °م (°ف)              | 31.3 (88.3)                  | 32.1 (89.8)                  | 32.6 (90.7)                  | 32.7 (90.9)                  | 33.0 (91.4)                  | 33.5 (92.3)                  | 34.2 (93.6)                  | 34.3 (93.7)                  | 33.9 (93.0)                  | 33.5 (92.3)                  | 32.2 (90.0)                  | 31.1 (88.0)                  | 32.9 (91.2)                  |
| متوسط درجة الحرارة الصغرى °م (°ف)              | 17.1 (62.8)                  | 17.7 (63.9)                  | 18.5 (65.3)                  | 19.5 (67.1)                  | 20.5 (68.9)                  | 20.7 (69.3)                  | 20.9 (69.6)                  | 20.9 (69.6)                  | 20.6 (69.1)                  | 20.4 (68.7)                  | 19.0 (66.2)                  | 17.7 (63.9)                  | 19.5 (67.1)                  |
| أدنى درجة حرارة °م (°ف)                        | 12.0 (53.6)                  | 12.0 (53.6)                  | 13.0 (55.4)                  | 13.0 (55.4)                  | 13.9 (57.0)                  | 15.5 (59.9)                  | 17.0 (62.6)                  | 17.0 (62.6)                  | 17.2 (63.0)                  | 15.0 (59.0)                  | 14.0 (57.2)                  | 12.0 (53.6)                  | 12.0 (53.6)                  |
| معدل هطول الأمطار مم (إنش)                     | 33.0 (1.30)                  | 36.9 (1.45)                  | 43.6 (1.72)                  | 125.7 (4.95)                 | 202.2 (7.96)                 | 149.2 (5.87)                 | 75.8 (2.98)                  | 88.8 (3.50)                  | 141.8 (5.58)                 | 149.3 (5.88)                 | 106.3 (4.19)                 | 35.3 (1.39)                  | 1٬187٫9 (46.77)              |
| متوسط الأيام الممطرة (≥ 1.0 mm)                | 3.5                          | 3.5                          | 3.4                          | 5.9                          | 12.9                         | 9.8                          | 5.1                          | 7.0                          | 8.7                          | 9.7                          | 6.0                          | 3.6                          | 79.1                         |
| المصدر: الإدارة الوطنية للمحيطات والغلاف الجوي |                              |                              |                              |                              |                              |                              |                              |                              |                              |                              |                              |                              |                              |

## أعلام
- غويلرمو مورينو غارسيا